# Hervé (zeneszerző)
Hervé, eredeti nevén Louis Auguste Florimond Ronger (Houdain, 1825. június 30. – Párizs, 1892. november 4.) francia zeneszerző, költő, színész.

## Élete
Offenbach nagy riválisa; orgonista volt Párizsban és dalokat komponált. A Mam'zelle Nitouche (Nebáncsvirág) orgonajátszó szerepében önmagát örökítette meg. 1851-ben a Palais Royal színház karmestere lett, több száz rövid, fülbemászó couplet-dalt írt. 1854-ben a Folies caprices-ben kis színházat alapított, melyben nagyobb bohózatokat és többfelvonásos operetteket is előadtak. Ilyenek a Le petit Faust, a Chilpéric, a Les Turcs és a L'œil crevé. Legismertebb a La femme à papa, a La Cosaque, a Nebáncsvirág és a Lilihez írt pompás könnyed zenéje. Közel ötven műve közül csak a két utóbbi aratott világsikert.
Hervé Magyarországon is sokat játszott szerző. A Színházi adattárban regisztrált bemutatóinak száma 2022-ig: ötvenhat. Ebből ötven alkalommal a Nebáncsvirág, négyszer a Lili került színre.

## További színpadi művei
- Don Quiote et Sacho Pansa
- Elzász gyöngye
- A bolondos zenész[2]
- A papa felesége
- A törökök